# 麻雀王
《麻雀王》是一部2015年的马来西亚和新加坡制作的贺岁片電影。由導演鄭建國負責執導，杜汶澤、叶璇主演，主要在霹雳州怡保取景。

## 劇情內容
阿發和阿順（李國煌）都是麻將天尊儒五常的徒弟。阿發在怡保老街角落一間殘舊咖啡店賣釀豆腐，這間小店生意不算很好，但也過得去，最主要是這裡有一群幾十年的老顧客，因此生意無憂且閒來麻雀耍樂。阿發的妻子雷夢娜多年前已經出走，丟下他獨自撫養女兒四喜，如今四喜已是個花樣年華的少女。阿發過了十多年輕鬆平靜的日子，終於有一天，咖啡店來了一位不速之客之後，就徹底改變了。此人其實是十屆世界麻將大賽的冠軍皇天霸。兩人言談中，透露出對方叫“阿順”（皇天霸），跟阿發是同門師兄弟。阿發本來以為師兄弟敘舊十分開心，豈知對方卻下戰書，要阿發出席新一屆在新加坡的世界麻將大賽，一較高低。 兩師兄弟為何形同陌路，他們20歲那年到底發生了什麼事……？

## 演員
- 杜汶泽 飾 阿发
- 叶璇 飾 雷梦娜
- 王敏奕 飾 白四喜 （阿发女儿）
- 李国煌 飾 皇天霸 （阿顺）
- 吳嘉熙 飾 张第一 （皇天霸女儿）
- 林家冰 飾 冷冰山 （皇天霸女徒）

特别演出
- 曾志伟 飾 麻將天尊（儒五常）
- 苑琼丹
- 卢海鹏
- 朱咪咪
- 邵音音
- 莫小玲
- 刘谦益
- 周崇庆
- 程旭辉
- 天心
- 胡佳琪
- 胡佳嬑

## 外部連結
- 首拍星馬賀歲電影"麻雀王" 杜汶澤與劇組過情人節星馬宣傳
- 时光网上《麻雀王》的資料（简体中文）

| 台灣 衛視電影台 週六晚間9點全台首播 |
| ----------------------------------- |
| 麻雀王 2015.08.22                   |